# Лавка купца Герасимова
Лавка купца Герасимова — архитектурный памятник, расположенный в городе Каменск-Уральский, Свердловской области.
Решением № 535 Исполнительного комитета Свердловского областного Совета народных депутатов от 31 декабря 1987 года присвоен статус памятника архитектуры регионального значения.

## Архитектура
Здание было построено во второй половине XIX века в торговом квартале исторического центра города по улице Ленина (бывшая улица Большая Московская). Первый этаж предназначен для торговой лавки, второй для жилья. Первым собственником здания был каменский купец Герасимов.
План здания представляет собой вытянутый прямоугольник поставленный по оси север-юг. Главный южный фасад раскрыт на улицу Ленина. Второй этаж по высоте значительно ниже первого. Эта особенность объёмной композиции отражена на фасадах. Здание кирпичное на бутовом непрерывном фундаменте. Перекрытия деревянные, кровля скатная по деревянным стропилам, крытая шифером.
Объёмная композиция дома проста, симметрична и отмечена небольшой протяжностью. Центральная ось акцентирована широким дверным проёмом, он является главным входом в здание. В оформлении используется широкий наличник с кирпичными полуколоннами. По обе стороны от входа симметрично расположены два окна лучковой формы, обрамлённые фигурными наличниками. Симметрия выделяется и на втором этаже, широкий оконный проём, который фланкирован более узкими проёмами, которые в настоящее время заложены. При декорировании здесь также используются полуколонны. Углы здания сложены крупно рустованными лопатками.
Компомзия западного фасада отмечена большей длинной и лишена симметрии. На западных фасад ведут два выхода, один (сейчас заложен) смещён вправо от центра, а фигурная рустровая лопатка влево. По всему полю стен проходит горизонтальная тяга, разделяющая этажи, а также фигурный кирпичный карниз. Внутренние дворовые фасады лишены декоративных элементов.
Интерьер дома зонирован. На первом этаже располагался торговый зал с двумя колоннами посередине. От пристройки его отделяет капитальная стена. В северной части здания расположена лестница ведущая на второй этаж и ряд хозяйственных помещений. На втором этаже находятся небольшие помещения, которые разделяют перегородки. Главный вход в здание организован с улицы, кроме него имеется ещё три хозяйственных входа.
Первоначальная отделка интерьеров утрачена.